# Béla Illés (Schriftsteller)
Béla Illés (geboren 22. März 1895 in Kassa, Österreich-Ungarn; gestorben 5. Januar 1974 in Budapest) war ein kommunistischer ungarischer Schriftsteller.

## Leben
Béla Illés studierte Jura an der Eötvös-Loránd-Universität und wurde 1916 zum Juris Utriusque Doctor promoviert. Er schrieb für die Literaturzeitschrift Nyugat. Illés war Soldat im Ersten Weltkrieg. Als Anhänger der Ungarischen Räterepublik musste er 1919 nach Wien fliehen und konnte in der Folge nicht mehr in das von Miklós Horthy autoritär beherrschte Königreich Ungarn zurückkehren. 1920/21 schrieb er für die sozialistische Zeitung Munkás Újság im nunmehr rumänischen Siebenbürgen und wurde von dort in die Tschechoslowakei ausgewiesen. 1923 hielt er sich wieder in Wien auf und ging dann in die Sowjetunion, aus der er erst zwanzig Jahre später zurückkehren konnte. Er wurde ein Protegé des Schriftstellers Dmitri Andrejewitsch Furmanow und wurde 1927 Sekretär in der Russischen Assoziation proletarischer Schriftsteller (RAPP), bei dessen Auflösung auch Sekretär des Schriftstellerverbandes der UdSSR. Auf dessen erstem Kongress 1934 in Moskau durfte er eine Rede halten. Während der stalinistischen Säuberungen fiel er in Ungnade und verlor 1940 sogar für eine Zeit die Mitgliedschaft in der KPdSU. Nach dem deutschen Überfall auf die Sowjetunion 1941 wurde er Gefreiter in der Roten Armee und nach der Schlacht um Moskau wieder Offizier und auch wieder Parteimitglied.
1944/45 nahm er an der Schlacht um Budapest teil. Noch 1949 ließ er sich zum Hauptmann der Roten Armee befördern.
Im nunmehr kommunistischen Ungarn war er weder vom Kulturminister József Révai noch von György Lukács sonderlich geschätzt. Er wurde aber als Schreiber der massenhaften Artikel zur Verherrlichung des kommunistischen Systems und der Sowjetunion gebraucht. Er selbst nahm die Vorbildrolle für den literarischen Sozialistischen Realismus ein. 1948 (er-)fand er die Geschichte des weißrussischen Rittmeisters Alexej Gussew, der sich 1848 gegen die zaristische Intervention bei der Niederschlagung der 1848-er Revolution in Ungarn gestellt hatte, und dafür hingerichtet worden war. Diese Geschichte sollte nun bei der in Ungarn groß begangenen Einhundertjahrgedenkfeier das sowjetisch-ungarische Verhältnis auf eine neue Basis stellen. Seine Schrift wurde massenhaft gedruckt, und Straßen nach Gussew benannt.
Illés wurde Mitglied im Vorstand der Ungarisch-Sowjetischen Gesellschaft und des Ungarischen Schriftstellerverbandes unter József Darvas. Er war Verlagsleiter des traditionsreichen Athenaeum-Verlags und war 1950 bis 1956 Chefredakteur der Zeitung Irodalmi Újság. Von 1957 bis 1959 schrieb er für die Literaturzeitschrift Élet és Irodalom. Illés schrieb die offizielle Biografie des ungarischen Parteiführers und Diktators Mátyás Rákosi. Er schönte dessen Biografie, machte sie etwas ärmlicher und proletarischer, und unterschlug dessen bürgerliche, jüdische Herkunft, letzteres auch bei sich selbst. Bei der Entstalinisierung ab 1952 geriet er in die Kritik, die 1953 Lajos Kassák auf dem Schriftstellerkongress vortrug. Nach der Niederschlagung des Ungarischen Volksaufstandes im Jahr 1956 ging unter dem neuen Parteiführer János Kádár sein politischer Einfluss weiter zurück, und er hatte wieder mehr Zeit zum Schreiben seiner Bücher.
Illés erhielt 1950 und nochmals 1955 als Anerkennung den staatlichen Kossuth-Preis.

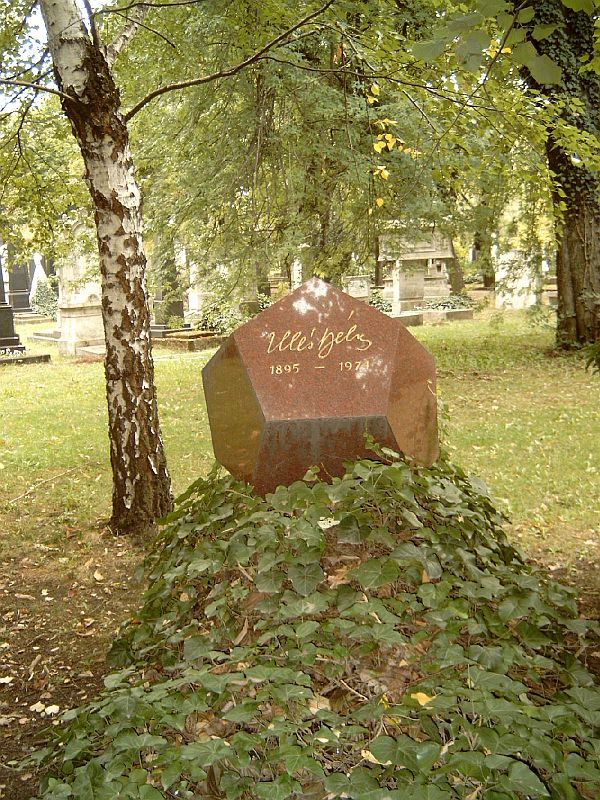
Grab auf dem Kerepesi temető

## Schriften (Auswahl)
- Spartacus élete. 1919
- Nikolai Suhaj : Histor. Erz. aus d. J. 1920-21. Übersetzung Stefan J. Klein. Frankfurt a. M. : Der Taifun-Verlag, 1924
- Stepans Teppich : Eine Erz. aus d. Leben d. Wolgadeutschen. Übersetzung Stefan J. Klein. Berlin : Vereinigung internationaler Verlagsanstalten, 1925
- Rote Märchen. Übersetzung Stefan J. Klein. Illustr. Paula Kupka. Moskau : Zentral-Völker-Verlag der Sowjet-Union, 1925
- Ég a Tisza. Vorwort Béla Kun. 1929
  - Brennende Theiss : Roman. Vorwort Béla Kun. Übersetzung Géza Engl. Berlin : Dietz, 1959
- Die Generalprobe. Der Roman der ungarischen Revolution. Internationaler Arbeiterverlag, Berlin 1929. [Aus dem Ungarischen übertragen von Fedja Freiberg und Haga Rost] (=Der internationale Roman 3)
  - Zu den Waffen. ( Auszug aus dem Roman). In: Die Linkskurve. 1. Jg. Nr. 1. 1. August 1929, S. 7–10.
- Von dem Plenum der internationalen proletarischen Schriftsteller. In: Die Linkskurve. 2. Jg. Nr. 9. September 1930, S. 15–16.
- Aus der Literatur-Internationale. Schrfitstelle Journalisten Künstler. In: Die Linkskurve. 3. Jg. Nr. 10. Oktober 1931, S. 18–20.
- Kárpáti rapszódia.
- Die Karpathen beben. Autoris. Übersetzung A. Krejcsi. Zürich : Ring-Verlag, 1933
  - Karpathen-Rhapsodie. Übersetzung Emerich Roboz. Berlin : Dietz, 1951
  - Höhenfeuer : Aus d. Trilogie "Karpathenrhapsodie". Wien : Globus-Verlag, 1948
- Die Generalprobe : Der Roman d. ungar. Revolution. Autorisierte Übersetzung Fedja Freiberg ; Haga Rost. Moskau : Literaturvertrieb f. ausländ. Arbeiter in der UdSSR, 1929
- Trotz alledem! Autor. Übers. aus d. Ung. v. A. Krejcsi. Zürich : Ring-Verl., 1934
- Das Gewehr : 3 Novellen. Moskau : Literaturvertrieb f. ausländ. Arbeiter in der UdSSR, 1933
- Sechs Hammerschläge und andere Erzählungen. Engels : Dt. Staatsverlag, 1935
- Brand in der Metro. Übersetzung. Ill. v. Griffel. Zürich : Ring-Verlag, 1935
- Új bor (1945)
- Erdei emberek (1945)
- Zsatkovics Gergely királysága (1946)
- Szkipetárok : regény. Budapest : Új Idők Irodalmi Intézet, cop. 1946
  - In den Bergen der Skypetaren : Roman. Übersetzung Emerich Roboz. Wien : Globus-Verlag, 1947
- Fegyvert és vitézt éneklek (1949)
  - Das Lied von Waffen und Helden : Roman. Übersetzung Géza Engl. Berlin : Dietz, 1955
- Honfoglalás. Budapest : Szépirodalmi kvk., 1952
- Für die Freiheit des ungarischen Volkes : Aus d. Leben d. Genossen Matyas Rakosi. Zürich : Genossenschaft Literaturvertrieb, 1952
  - Landnahme : Roman. Übersetzung Géza Engl. Berlin : Dietz, 1956
- Harminchat esztendő (1956)
- Válaszúton (1958)
  - Denn es ist ein gutes Volk : Erzählungen. Zusammengestellt aus: Harminchat esztendö und Válaszúton. Übersetzung Bruno Heilig. Berlin : Dietz, 1960
- Anekdoták könyve (1960)
  - Ich bin ein ordentlicher Mensch : Begegnungen u. Begebenheiten aus d. Leben e. Revolutionärs. Übersetzung Bruno Heilig. Berlin : Dietz, 1962
- Válogatott elbeszélések. Budapest : Szépirodalmi könyvkiadó, 1962.
- Das Attentat : Erzählung. Übersetzung Bruno Heilig. Nachwort Friedhilde Krause. Leipzig : Reclam, 1963
- Lövészárokban (1966)
- Pipafüst mellett (1967)
- Vér nem válik vízzé. Enthält Szkipetárok ; Fegyvert s vitézt éneklek ; A vígszínházi csata. Budapest : Szépirod. K., 1973.
- Varázsló inasok (1978)